# 麥凱恩海崖
70°19′S 160°5′E / 70.317°S 160.083°E
麥凱恩海崖（英語：McCain Bluff），是南極洲的海崖，位於維多利亞地的彭內爾海岸，處於斯文德森冰川終點北面，屬於烏薩爾普山脈的一部分，美國地質調查局根據測量和該國海軍的空中照片繪入地圖，現時由南極條約體系管理。